# Föränderlig tofsskivling
Föränderlig tofsskivling, även kallad föränderlig stubbskivling (Kuehneromyces mutabilis), en svamp i gruppen skivlingar.
Föränderlig tofsskivling har en i väta gulbrun till mörkbrun hatt, ofta med en puckel i mitten. När svampen är torr är hattmitten ljusare. Hatten är 2 till 6 centimeter bred. Den smala foten, som är försedd med ring, kan vara upp till 10 centimeter hög. Sporerna är mörkbruna, släta, avlånga och omkring 6 × 4 µm i storlek.
Den växer allmänt gyttrad på stubbar av lövträd, främst björk och bok över hela Sverige från vår till höst. 
Den är ätlig och god, men bör endast plockas av erfarna svampkännare. Risken för förväxling med den dödligt giftiga gifthättingen (Galerina marginata, förr kallad dadelbrun hjälmskivling) är mycket stor. Gifthätting växer främst på barrved, men kan även förekomma på lövträdsstubbar.